# 伊丹勝長
伊丹 勝長（いたみ かつなが）は、甲斐徳美藩の第2代藩主。

## 生涯
慶長8年（1603年）、初代藩主・伊丹康勝の長男として生まれる。はじめ第2代将軍・徳川秀忠の小姓として仕え、下総相馬郡に1000石の所領を与えられた。寛永10年（1633年）に甲府城番となる。寛永20年（1643年）には甲斐に流罪とされた良純法親王の警護を務めている。承応元年（1652年）には佐渡で反乱を起こそうとしていた一派を鎮圧するなどの功績を挙げている。承応2年（1653年）、父の死去により家督を継ぐ。このとき、私墾田2620石を弟の岡部勝重に分与した。
明暦3年（1657年）、娘が嫁ぎ、さらに勝長の子が養子入りしていた肥前国大村藩領内にて大勢の隠れキリシタンが検挙される事件（郡崩れ）が起きた。本来ならば、キリシタンが領内にいたというだけで大村藩はお取りつぶしの理由としては十分であったが、藩主大村純長は実父の伊丹勝長を通して直ちに幕府に報告、この行為が殊勝とされて、大村藩は全く御咎め無しであった。そもそも娘婿である大村純信が嗣子無いまま死去した際、本来ならば廃藩となるのが常道であった大村藩が、純信正室の兄弟である純長を末期養子とすることで存続を許されている。この養子縁組は幕府の指示によるものとされている。勝長の子である純長に大村氏との直接の血縁関係は無い。
万治元年（1658年）の江戸城普請で功績を挙げたため、万治3年（1660年）12月、従五位下・播磨守に叙位・任官する。
万治2年（1659年）の土佐藩と宇和島藩の沖之嶋の国境を巡る評定所における訴訟に勘定奉行として参加。地方作成文書や20年以上有効であった地元での取り決めは有効であるという家光時代の先例を無視して、姻戚である宇和島藩に有利な裁定を行おうとする老中・松平信綱や寺社奉行・井上正利に対し、大きな先例変更になるこの問題を公方自身（家綱）に知らせるべきと主張。井上から「そんなに出しゃばるのはお前の任ではない」と脅されたが、「公方に上書で思うままを語り派閥主義に屈しないつもりだ、井上は自分を止めるほどの身分ではない」と言い放った。公方が未成年のうちに先例が破られることを懸念した酒井忠清の画策により、江戸城で評定が開かれ、家光時代の先例が再確認された
しかし寛文2年（1662年）、勘定奉行の岡田善政と共に役宅で駿河代官の一色直正に対して、不正会計の疑いで詮議を行なおうとしていた時、直正によって刺殺された。享年60。跡を長男の勝政が継いだ。